# فرخنده پشت‌خزه‌ای
فرخندۀ پشت‌خزه‌ای (نام علمی: Bangsia edwardsi)، یک گونه از پرندگان خانوادهٔ فرخندگان است که در کلمبیا و اکوادور یافت می‌شود. زیستگاه‌های طبیعی آن جنگل‌های دشت نمناک نیمه‌گرمسیری و جنگل‌های کوهستانی نمناک نیمه‌گرمسیری یا گرمسیری است.